# Seznam slovenskih vojaških pilotov
Seznam slovenskih vojaških pilotov zajema pilote helikopterjev in letal. (Glej tudi Seznam pilotov Slovenske vojske)

## A
- Lado Amdrožič Novljan ?

## B
- Robert Brauc
- Martin Burjan
- Marko Bukovec

## C
- Boris Cijan

## D
- Anže Derlink
- Marjan Dobovšek
- Ivan Dolničar?

## G
- Vojko Gantar - Gašo
- Anton Gašper
- Janez Gaube
- Ferdo Gradišnik
- Janko Grampovčan
- Emil Grizold
- Avgust Grošelj

## H
- Srečko Habjanič

## K
- Jože Kalan
- Miha Klavora (1905–1941)
- Mihael Klavžar?
- Zvonko Knaflič
- Iztok Kogoj
- Mirko Kos
- Jurij Kraigher - Žore
- Franc Kralj
- Ivan Kralj - King
- Josip Križaj
- Milan Križič
- Ciril Križnar

## M
- Branivoj Majcen
- Slavko Majcen
- Pavel Magister
- Milan Malnarič
- Jože Meden
- Andrej Mihelač
- Gabrijel Možina
- Toni Mrlak

## O
- Janez Oblak
- Toni Ostanek (1902–1929)

## P
- Blaž Pavlin
- Vincenc Peček
- Bogomil Pepel
- Vilko Peternelj (1885–1941)
- Albin (Bine) Pibernik ml. (*1931)
- Borivoj Pirc
- France Pirc
- Vili Pleteršek
- Iztok Podbregar
- Savo Poljanec (1907–1966)
- Martin Poznič

## R
- Hans (Ivan) Ramor (Kočevar-od 1919 v Avstriji)
- Branko Rek
- Bojan Rode
- Franjo Rožman

## S
- Bojan Savnik (letalec) (general)
- Marij Semolič
- Silvo Seražim
- Igor Skerbiš
- Drago Svetina
- Ivan (Janez) Svetina
- Vinko Svetina

## Š
- Vlado Šmigoc
- Ivan Šmon
- Miha Šorn
- Robert Špernjak
- Aleš Štimec
- Gorazd Šturm (1951-1984)

## T
- Igor Tratnik

## U
- Viktor Ulčar
- Zdenko Ulepič

## V
- Vladimir Vodopivec

## Z
- Igor Zalokar
- Vojko Zornada
- Milena Zupanič (Cestnik)

## Ž
- Branko Žiger
- Ljubo Žnidaršič
- Jožef Žunkovič
- Martin (Davorin) Žunkovič
- Franc Željko Županič